# Molazzana
Molazzana är en ort och kommun i provinsen Lucca i regionen Toscana i Italien. Kommunen hade 1 034 invånare (2018).